# Солтспринг (остров)

Остров Солтспринг (на английски: Saltspring Island) е 24-тият по големина остров край западните брегове на Канада в Тихия океан. Площта му е 187 km2, която му отрежда 111-о място сред островите на Канада. Административно принадлежи към канадската провинция Британска Колумбия. Население 10 500 жители (2008 г.).

## География
Островът се намира в протока Джорджия, между остров Ванкувър на запад и континенталното крайбрежие на Британска Колумбия на изток. Протока Сансум (минимална ширина 500 м) на запад и протока Сателайт (2,2 км) на юг го отделят от остров Ванкувър и п-ов Сидни (част от остров Ванкувър). Южно от протока Сателайт се намират два по-малки острова – Портланд и Пиърс. На изток протока Тринкомали го отделя от остров Галиана, а югоизточно от протока Капитан е малкия остров Превост. На север се намира остров Тетис.
Формата на Солтспринг наподобява триъгълник, обърнат с острата си страна на север, като дължината му от север на юг е 29 км, а максималната му ширина в южния край е 14 км.
Брегова му линия с дължина 119 км е слабо разчленена, като има няколко малки заливи (Бут – на северозапад, Ганг – на изток и Фулфорд – на юг), кошто предоставят идеални условия за акостирането на множеството лодки и яхти докарващи хиляди туристи на острова през уикендите и летните месеци.
Северната част на острова е равнинна, докато южната е предимно хълмиста с максимална височина от 606 м (връх Маунт Туам) в най-югозападната част. Има няколко малки езера, най-голямото от които е езерото Сейн Мъри в северната равнинна част.
Климатът е умерен, морски, влажен, предпоставка за пълноводни почти през цялата година къси реки.
- средна януарска многогодишна температура – -0,4 °C
- средна августовска многогодишна температура – 22,3 °C
- абсолютен максимум – 36,5 °C
- абсолютен минимум – -17,5 °C
- годишна сума на валежите – 1028 мм, като най-влажен е месец ноември със 177 мм валеж, а най-сух – юли с 23 мм.

Снежната покривка е непостоянна и се задържа за кратко през зимата.
Южната част от острова, която е по-слабо усвоена за земеделие е покрита с гъсти иглолистни гори, където е създаден провинциалният парк Маунт Максуел, предлагащ идеални условия за запазването и развитието на богатия растителен и животински свят.

## Стопанство
На острова има силно развито земеделие и животновъдство, които заедно с риболова, дърводобива, а в последните години и туризма са основният поминък на населението.
От север на юг, между селищата Везувий и Фулфорд Харбър е прокарано първокласно шосе, от което има разклонения до множеството ваканционни селища на острова и фермите на местните земеделци. Селището Фулфорд Харбър е свързано с фериботна връзка с остров Ванкувър и други градове по западното крайбрежие на Британска Колумбия.

## Население
През 2008 г. на острова постоянно са пребивавали 10 500 души в пет населени места и множество ваканционни селища и ферми: Ганг (Gangas) на източното крайбрежие, във върха на залива Ганг (най-голямото на острова); Везувий (Vesuvius) на северозападното; Фернуд (Fernwood) на североизточното; Фулфорд Харбър (Fulford Harbour) на южното, във върха на залива Фулфорд и Бийвър Пойнт (Beaver Point) на югоизточното крайбрежие. Остров Солтспринг е най-гъсто населения остров по западното крайбрежие на Канада. Средна гъстота от 56 души на км2.

## История
Първоначално островът е обитаван от индианските племена салиш, които до идването на европейците освен острова населяват и южните части на големия остров Ванкувър. През 1859 г. преселници роби от американския щат Мисури, създават първото постоянно селище на острова, на които се разрешава да започнат изкупуване на земя от местните индианци за да развиват земеделие и животновъдство.
По-късно много нови европейски и хавайски преселници изкупуват нови парцели земя и селското стопанство започва да се развива с бързи темпове. Заедно с него значително развитие бележи риболова и дърводобива.
През 60-те години на XX в. е последната вълна от преселници, главно от САЩ, бивши участници във войната във Виетнам, заселили се на острова по т.нар. „проект Доджърс“.
Остров Солтспринг е открит през 1792 г. от смесената бритонско-испанска експедиция ръководена от Джордж Ванкувър и Хуан Франсиско де ла Бодега и Куадра, като на първите, изработени от тях карти той се нарича Чуан, така както са го назовавали местните индиански племена. През 1855 г. на острова са открити солени минерални извори и той промена името си на Солтспринг.
Четири години по-късно, през 1859 г. английският морски капитан Джордж Хенри Ричардс, който извършва мащабни топографски заснемания и картирания по западните брегове на Британска Колумбия в периода 1857-1862 г. го преименува на остров Адмирал, в чест на адмирал Робърт Ламбърт Бейнс (1796-1869), командващ по това време британската тихоокеанска ескадра. Освен острова, Ричардс кръщава и много други обекти на острова и в района на негово име и на името на флагманския му кораб „Ганг“.
С решение на Географския съвет на Канада от 1 март 1910 г. е възвърнато старото име на острова – Солтспринг.